# David Warren (regista)
David Warren (...) è un regista statunitense di cinema e teatro.

## Carriera

### Teatro
Warren ha lavorato come regista di varie produzioni teatrali di Broadway, tra cui Holiday, Summer e Smoke e Misalliance. L'altro suo impegno più ampio furono i tour nazionali dei musical Jekyll & Hyde e Copacabana e diverse importanti produzioni off-Broadway tra cui Pterodactyls, Matt & Ben, Minutes from the Blue Route, Night and Her Stars, Hurray at Last, The Dazzle, Raised in Captivity, Hobson's Choice e Drumstruck. Ha anche molti crediti per teatri regionali tra cui Baltimore Center Stage, New York Stage e il Film and South Coast Repertory.

### Televisione
I crediti televisivi di Warren includono episodi di Desperate Housewives, Weeds, Gossip Girl, In Plain Sight, 90210, Ugly Betty, Drop Dead Diva e Valentine. Il creatore e produttore esecutivo di Desperate Housewives Marc Cherry ha chiesto a Warren di dirigere un episodio della terza stagione della serie dopo averlo conosciuto in precedenza nell'ambito teatrale. Warren e Cherry sono diventati amici intimi dopo che Warren ha dato a Cherry il suo primo lavoro di attore professionista più di vent'anni fa in un musical per bambini.

## Vita privata
Warren è sposato dal 2017 con l'attore Peter Frechette, che ha recitato in numerose produzioni di Warren. Warren ha un fratello maggiore, Seth, e una sorella minore, Jennifer.